# Урусов, Георгий Александрович
Георгий Александрович Урусов (27 августа 1931, Фергана — 7 июня 2012) — советский и украинский архитектор, Заслуженный архитектор Украинской ССР (1973), Народный архитектор Украины (1999). Член Союза архитекторов Украины (с 1957). Один из организаторов порядка присуждения Государственных премий Украины в области архитектуры (с 1988), автор нагрудных знаков к Государственной премии Украины в области архитектуры (1988 и 2004 гг.)

## Биография
С 1944 по 1948 год жил в Кисловодске. С 1948 по 1954 год учился на архитектурном факультете Киевского государственного художественного института.
С 1982 по 1996 год работает заместителем начальника Управления планирования и застройки населенных пунктов в Государственном комитете по делам строительства СССР. С 1996 по 2003 год работал учёным секретарем Комитета по Государственным премиям Украины в области архитектуры.

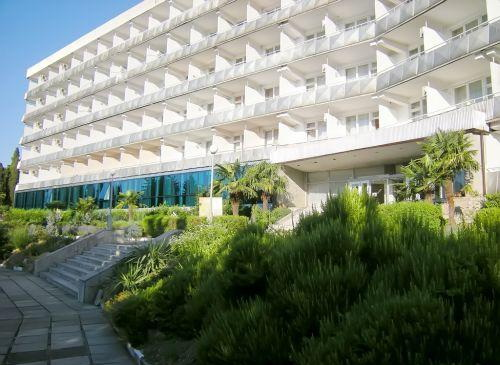
Санаторий им. С. М. Кирова (Ялта)

## Проекты
Автор и соавтор 90 проектов, 53 из которых были реализованы. Среди них:
- Комплекс детского санатория на 6000 мест (Евпатория);
- Санаторий «Украина» и «Казахстан» (Ессентуки);
- «Лесная поляна» (Киев);
- Санаторий имени Семашко (Кисловодск);
- Санаторий имени С. Кирова (Ялта).